# James Kottak
 (septembre 2021).
Si vous disposez d'ouvrages ou d'articles de référence ou si vous connaissez des sites web de qualité traitant du thème abordé ici, merci de compléter l'article en donnant les références utiles à sa vérifiabilité et en les liant à la section « Notes et références ».
James Kottak, né le 26 décembre 1962 à Louisville (Kentucky) et mort le 9 janvier 2024 dans la même ville, est un batteur américain particulièrement connu pour avoir été, entre 1996 et 2016, le batteur du groupe allemand de hard rock Scorpions.

## Biographie
James Ray Kottak est né le 26 décembre 1962 à Louisville dans le Kentucky (États-Unis).

### Carrière musicale
James Kottak joue, avant d'intégrer Scorpions en 1996, avec nombre de groupes comme Montrose, Kingdom Come, Warrant et Krunk (devenu Kottak), groupe qu'il a créé et dont il est le chanteur et guitariste et dont sa femme Athena était la batteuse, aujourd'hui remplacé par son drumtech Francis Ruiz, qui est toujours actif, même si c'est plutôt aujourd'hui un « side project », son rôle de batteur des Scorpions l'occupant à temps plein.
Il remplace Herman Rarebell, batteur des Scorpions durant leur « grande époque », en 1996 à l'occasion de la tournée de l'album Pure Instinct (sur l'album-même c'est le batteur de studio Curt Cress qui assure la batterie mais il n'a été engagé par le groupe que dans l'attente de trouver un vrai remplaçant à Herman, qui se révéla donc être James Kottak). Il est déjà connu des membres des Scorpions à cette époque puisqu'en 1988 le groupe Kingdom Come dont James est alors le batteur assure les premières parties des concerts des Scorpions lors de leur tournée américaine de 1988 – les Scorpions ont d'ailleurs été impressionnés à l'époque par les capacités de Kottak et c'est pourquoi plusieurs années après, en 1996, ils décident de le contacter. Il amène un nouveau souffle au groupe  grâce à son style très énergique et sa grande expérience en tant que batteur.

### Vie privée

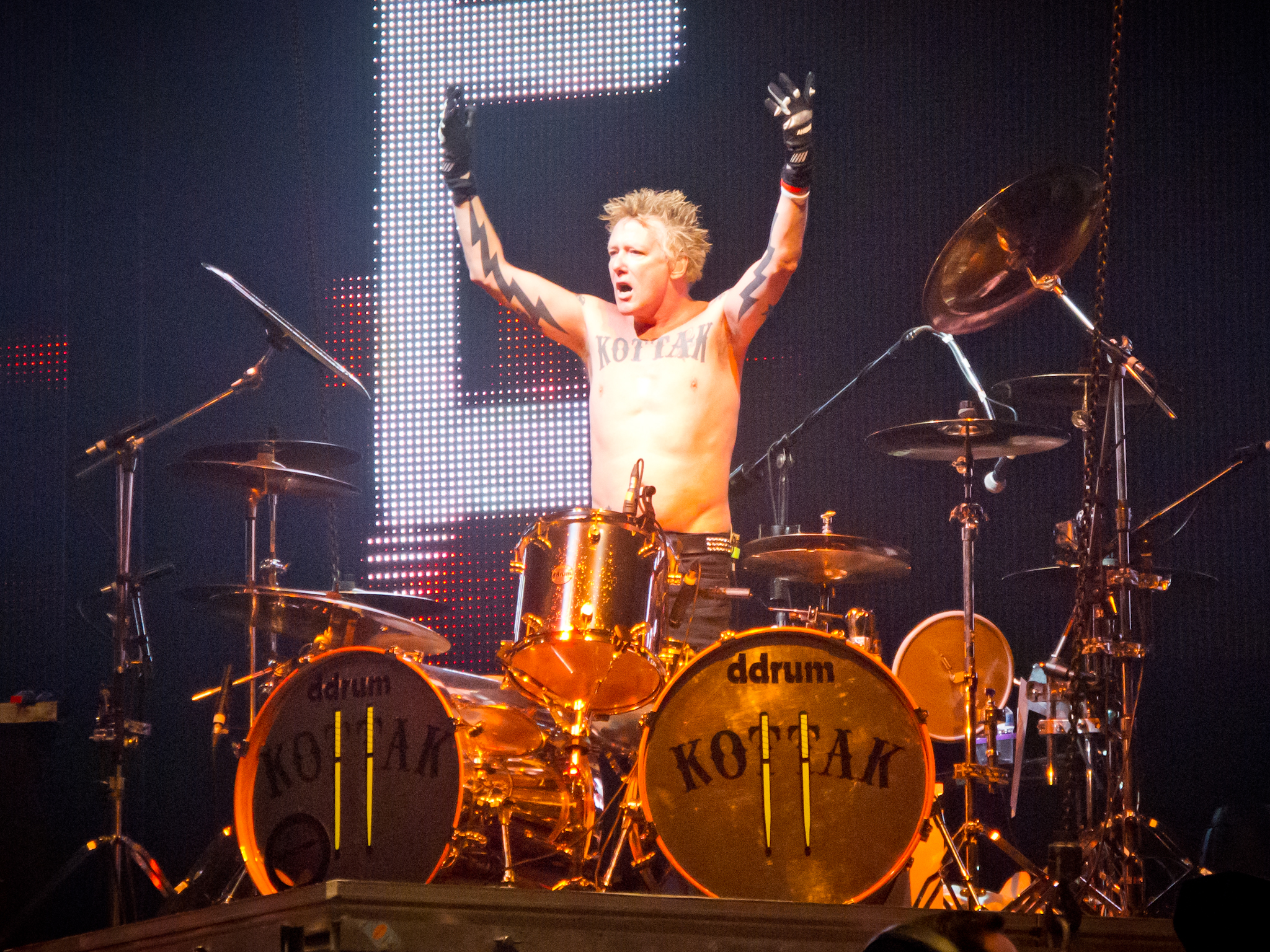
James Kottak et son nom tatoué, en concert à Madrid en 2004.

James Kottak est condamné le 24 avril 2014 à un mois de prison à Dubaï pour insulte à l'islam. Il lui est reproché des gestes désobligeant envers des passagers pakistanais à l'aéroport international de l'émirat, où il était en transit.
James Kottak a été marié avec Athena Lee Bass (qui est la sœur du batteur de Mötley Crüe, Tommy Lee) avec laquelle il a eu trois enfants : Tobi Tyler (sa fille), Miles et Matthew (ses deux fils).
Il a son nom tatoué en gros caractères sur sa poitrine afin de cacher le tatouage dédié à son ex-femme Athena (un A entouré d'un cœur) ainsi que « Rock and Roll forever » dans le dos.

### Départ de Scorpions et mort
En mai 2016, alors qu'il tombe malade, il est temporairement remplacé par Mikkey Dee (ex-Motörhead) au sein de Scorpions, le temps d'une tournée. En septembre 2016, le remplacement est définitif, et James Kottak quitte le groupe d'un commun accord, en raison de ses problèmes liés à l'alcool.
James Kottak meurt le 9 janvier 2024 à Louisville, à l'âge de 61 ans.

## Discographie
| - Sign of Victory - Mean (1987) - Kingdom Come (1988) - In Your Face (1989) - Michael Lee Firkins (1990) - Bareback (1991) - Dead Ahead (2003) - M.S.G. (1992) - Ultraphobic (1995) | - Addiction To The Friction (1996) - Pure Instinct (1996) - Eye II Eye (1999) - Moment of Glory (2000) - Acoustica (2001) - Unbreakable (2004) - Humanity - Hour 1 (2007) - Sting in the Tail (2010) - Comeblack (2011) - Return to Forever (2015) - Therupy (2006) - Greatist Hits (2009) - Rock'N'Roll Forever (2010) - ATTACK (2011) |

## Équipement
Il joue sur une batterie DDrum et des cymbales Zildjian — jusqu'en 1999 inclus, il jouait sur une batterie Peavey.
| - 13″ or 14″ Tom - 16″ Tom - 18″ Tom - 24″ Grosse caisse - 14″x6.5″ Caisse claire | - 15″ Hi Hats - 17″ Crash - 18″ Crash - 20″ Crash - 20″ China - 18″ China Ddrum |